# Sport dans le Gard
 (juin 2020).
Le Sport dans le Gard est encadré principalement par le CDOS Gard qui en tant que représentant du Comité national olympique et sportif français (CNOSF), a pour mission de sauvegarder et de développer les valeurs de l'Olympisme, telles qu'elles sont précisées dans la Charte olympique, et selon les principes définis par le Comité international olympique et le CNOSF.

## Sports pratiqués dans le département
Le département du Gard compte en 2011, 156 590 licenciées dans 2 048 clubs affiliés aux différentes fédérations sportives françaises.  Le sport le plus pratiqué est le Football qui devance sur le podium, le Tennis et l'Équitation.
| Rang | Sport                 | Nombre de licenciés | Nombre de clubs |
| ---- | --------------------- | ------------------- | --------------- |
| 1    | Football              | 19 337              | 179             |
| 2    | Tennis                | 12 804              | 110             |
| 3    | Équitation            | 8 737               | 51              |
| 4    | Handball              | 7 021               | 32              |
| 5    | Pétanque              | 6 754               | 122             |
| 6    | Judo                  | 5 478               | 77              |
| 7    | Rugby                 | 3 378               | 17              |
| 8    | Natation              | 3 071               | 11              |
| 9    | Golf                  | 3 061               | 14              |
| 10   | Randonnée pédestre    | 3 034               | 61              |
| 11   | Karaté                | 2 720               | 60              |
| 12   | Basket-ball           | 2 490               | 27              |
| 13   | Athlétisme            | 2 374               | 23              |
| 14   | Danse                 | 1 886               | 26              |
| 15   | Tir sportif           | 1 867               | 21              |
| 16   | Gymnastique           | 1 684               | 10              |
| 17   | Sports sous-marin     | 1 521               | 20              |
| 18   | Tennis de table       | 1 405               | 29              |
| 19   | Cyclisme              | 1 293               | 22              |
| 20   | Course camarguaise    | 1 249               | 59              |
| 21   | Badminton             | 1 235               | 12              |
| 22   | Ski                   | 1 114               | 9               |
| 23   | Cyclotourisme         | 1 108               | 24              |
| 24   | Sport automobile      | 942                 | 7               |
| 25   | Sports de la montagne | 796                 | 4               |
| 26   | Tir à l'arc           | 755                 | 19              |
| 27   | Sports de contact     | 740                 | 0               |
| 28   | Motocyclisme          | 726                 | 23              |
| 29   | Savate                | 716                 | 15              |
| 30   | Taekwondo             | 708                 | 14              |